# Новоандреевка (Александровский район)
Новоандреевка (укр. Новоандріївка) — село в Александровской поселковой общине Краматорского района Донецкой области Украины.

## Общие сведения
Население по переписи 2001 года составляло 118 человек. Почтовый индекс — 84040. Телефонный код — 6269.